# Astragalus californicus
Astragalus californicus är en ärtväxtart som först beskrevs av Asa Gray, och fick sitt nu gällande namn av Edward Lee Greene. Astragalus californicus ingår i släktet vedlar, och familjen ärtväxter. Inga underarter finns listade i Catalogue of Life.